# Mall of the Emirates
Молл Эмиратов (англ. Mall of the Emirates, араб. مركز_الإمارات_التجاري‎) — крупный торгово-развлекательный центр в районе Аль Барша (Дубай, ОАЭ). Общая площадь 604 000 м², торговая 223 000 м². Здание построено по проекту американской фирмы F+A Architects. В единый комплекс с торговым центром входит гостиница Kempinski Hotel Mall of the Emirate и крытый горнолыжный курорт Ski Dubai. В центре располагается мультиплекс с 14 кинозалами.

## Строительство и история
Проект был начат в октябре 2003 г. с ориентировочной стоимостью 800 млн дирхам ОАЭ (218 млн долл. США) и должен был быть завершен в сентябре 2005 г. Архитектура трехэтажного комплекса сочетает арабские и средиземноморские элементы, причем каждый уровень соединен с автостоянкой.
Торговый центр открылся 28 сентября 2005 г., а официальное открытие состоялось в ноябре.

## Ski Dubai

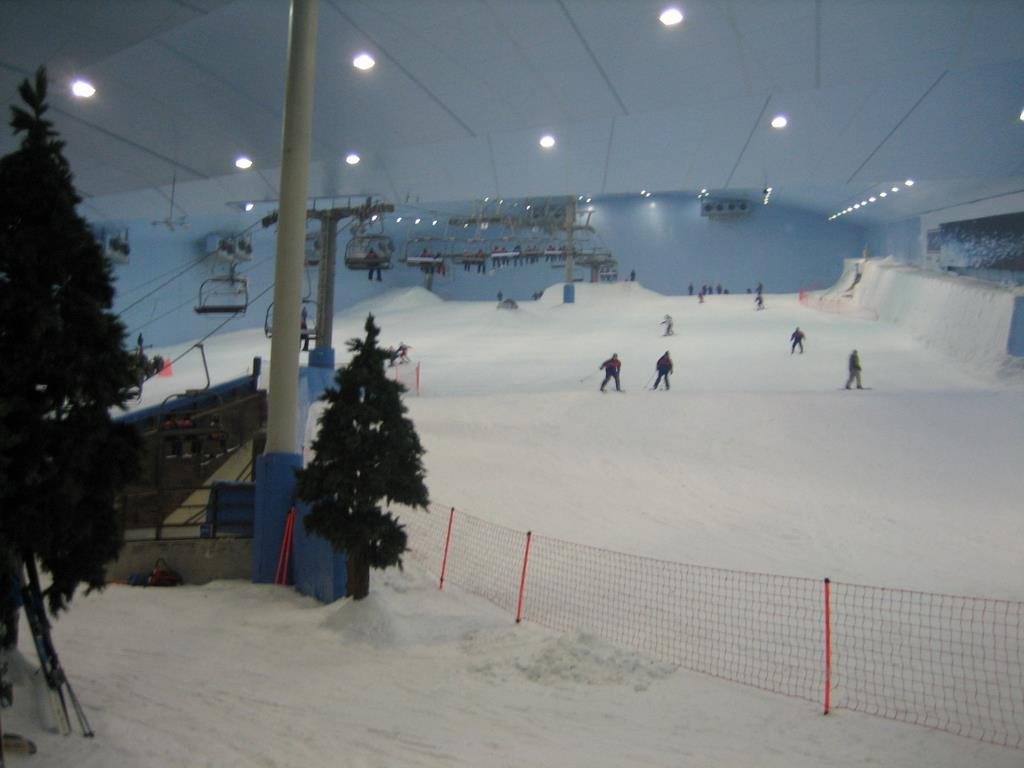
Горнолыжный склон Дубая.

Ski Dubai - один из крупнейших в мире крытых горнолыжных курортов (площадь 22 500 м²) вместимостью 1 500 человек. Это первый крытый горнолыжный комплекс на Ближнем Востоке.